# Augusto Gansser
Augusto Gansser-Biaggi (Milão, 28 de outubro de 1910 — Massagno, 9 de janeiro de 2012) foi um geólogo e cientista italiano e suíço, conhecido como o "pai do Himalaya".
Estudou geologia na Universidade de Zurique. Prospectou jazidas petrolíferas na Colômbia, Trinidad e Irã de 1938 a 1957, e lecionou geologia na Universidade de Zurique, de 1958 a 1977.
Gansser-Biaggi participou de várias expedições geológicas através mundo: para a América do Sul (Andes, Patagônia, Brasil, ...), ao Ártico, a Antártica, a Rússia, ao Oriente Médio, entre outras. Porém, seu trabalho mais importante foi determinar a estrutura geológica do Himalaya.
Foi laureado com a Medalha Wollaston de 1980 pela Sociedade Geológica de Londres e com a Medalha Gustav Steinmann de 1982.
Morreu com 101 anos de idade na comuna de Lugano, em Massagno, Suíça.

## Obras
- "Geology of the Himalaya" (1964)
- "Geology of the Bhutan Himalaya" (1983)